# Montemboeuf
Montemboeuf är en kommun i departementet Charente i regionen Nouvelle-Aquitaine i västra Frankrike. Kommunen ligger  i kantonen Montembœuf som ligger i arrondissementet Confolens. År 2022 hade Montemboeuf 659 invånare.

## Befolkningsutveckling
Antalet invånare i kommunen Montemboeuf
Referens:INSEE